# Cordia stuhlmannii
Cordia stuhlmannii är en strävbladig växtart som beskrevs av Gürke. Cordia stuhlmannii ingår i släktet Cordia, och familjen strävbladiga växter. Inga underarter finns listade i Catalogue of Life.